# Miramar Airport
Miramar Airport (franska: Aéroport de Miramar) är en flygplats i Argentina.   Den ligger i provinsen Buenos Aires, i den sydöstra delen av landet, 400 km söder om huvudstaden Buenos Aires. Miramar Airport ligger 23 meter över havet.
Terrängen runt Miramar Airport är platt. Runt Miramar Airport är det ganska glesbefolkat, med 22 invånare per kvadratkilometer..
Trakten runt Miramar Airport består till största delen av jordbruksmark.